# Joukahainen

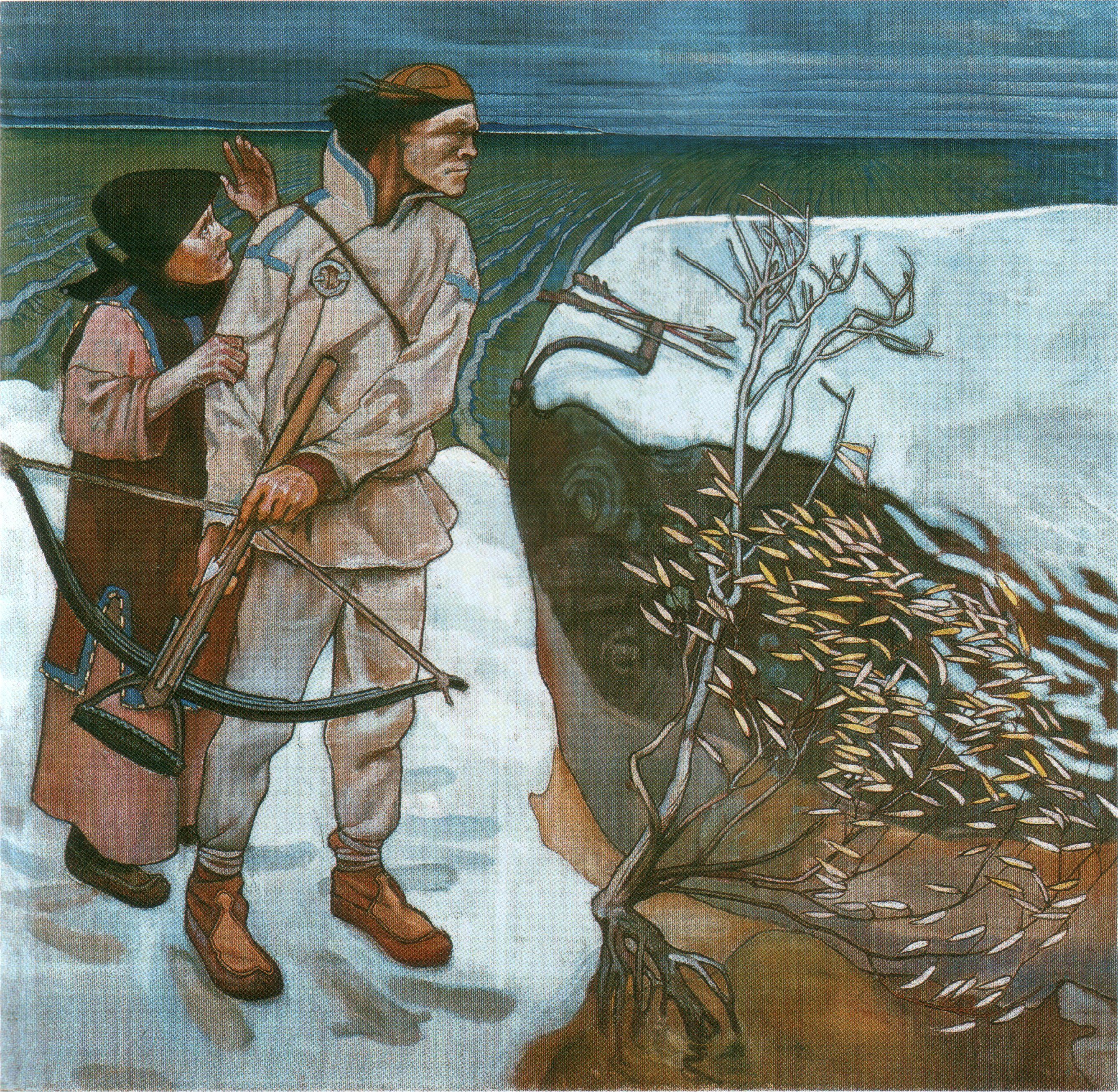
Akseli Gallen-Kallela: La venganza de Joukahainen (Joukahaisen kosto, 1897). Temple en lienzo. Joukahainen se dispone a disparar una flecha a Väinämöinen.

Joukahainen es un personaje del poema épico finlandés Kalevala. Es un joven jactancioso de Laponia que se encamina al sur para desafiar en su casa de Vainola al viejo Väinämöinen, que gozaba de un inmenso prestigio por tener una voz de gran alcance y una forma sagaz de versificar; su fama había llegado hasta Pohjola, la tierra del extremo norte del mundo donde vive la familia del joven.
Ya en casa del viejo rapsoda, Joukahainen queda anonadado al enfrentarse con él, pues el maestro tiene un manejo sublime del canto unido a la magia. Al darse cuenta del poderío de su rival y queriendo lograr su propia libertad, Joukahainen intenta sobornar a Väinämöinen, pero solo puede ofrecerle sus arcos, alguna cantidad exigua de oro y un poco de plata. Väinämöinen, como vencedor de la contienda, se mantiene indiferente ante estas ofertas, hasta que Joukahainen le ofrece a su propia hermana Aino. Eso sí es del agrado del viejo cantor, que deshace el hechizo que sometía al presuntuoso Joukahainen.
El joven regresa a Pohjola y cuenta a sus padres que, para recobrar su libertad, ha prometido a Väinämöinen que le entregará a Aino. Aunque la madre acepta el trato por la fama de Väinämöinen, Aino rehúsa en principio unirse al anciano, pero luego, respetando el compromiso, se encuentra con Väinämöinen en medio de los bosques y, de camino al sur, mientras cruza el mar, se ahoga, sin llegar a Kaleva.
- Datos: Q1456741
- Multimedia: Joukahainen / Q1456741